# مسابقات قهرمانی روئینگ آسیا ۲۰۱۷
مسابقات قهرمانی روئینگ آسیا ۲۰۱۷، هجدهمین دوره مسابقات قهرمانی روئینگ آسیا بود که در پاتایا، تایلند و از ۴ تا ۸ سپتامبر ۲۰۱۷ برگزار شد.

## خلاصه مدال‌ها

### مردان
| رویداد                       | طلا | نقره | برنز |
| تک‌نفره سنگین‌وزن              | Vladislav Yakovlev · قزاقستان | Kim Dong-yong · کرهٔ جنوبی | خشایار عباس‌آبادی · ایران                                                                                            |
| دونفره سنگین‌وزن              | کره جنوبی · Kim Hwi-gwan · Kim Jong-jin | ایران · مسعود محمدی · بهمن نصیری | تایلند · Prem Nampratueng · Nuttapong Sangpromcharee                                                                |
| چهارنفره سنگین‌وزن            | ایران · سیاوش سعیدی · مجتبی شجاعی · مسعود محمدی · بهمن نصیری                                                                                      | اندونزی · Kakan Kusmana · Sulpianto · Edwin Ginanjar Rudiana · Memo | تایلند · Sitthakarn Paisanwan · Nuttapong Sangpromcharee · Prem Nampratueng · Jaruwat Saensuk                       |
| دونفره (با سکان‌دار)          | ازبکستان · Alisher Turdiev · Sardor Tulkinkhujaev                                                                                                 | هنگ کنگ · Law Hiu Fung · Wong Wai Kin | کره جنوبی · Lee Seon-soo · Jin Doo-hwa                                                                              |
| چهارنفره (با سکان‌دار)        | چین · Zhang Yihua · Chen Ang · Guo Kang · Zhao Wenke                                                                                              | ازبکستان · Farrukh Astonov · Otamurod Rakhimov · Dostonjon Bahriev · Uktamjon Davronov                                                                                 | ژاپن · Takaaki Akagi · Kenta Tadachi · Shinichi Katsumata · Yuta Takano                                             |
| هشت‌نفره (با سکان‌دار)         | اندونزی · Mahendra Yanto · Mochamad Alidarta Lakiki · Muhad Yakin · Ali Buton · Ferdiansyah · Ihram · Tanzil Hadid · Ardi Isadi · Ujang Hasbulloh | ژاپن · Daisuke Shimizu · Tsuguto Hayashi · Takaaki Akagi · Tomoyoshi Nakamizo · Yoshihiro Otsuka · Kenta Tadachi · Shinichi Katsumata · Yuta Takano · Hiroyuki Tatsuta | چین · Chen Long · H. Wei · Zhang Hongxu · Ji Shunyong · Tang Huaizhuang · Zhang Yan · Guo Kang · Chen Ang · Tian Lu |
| تک‌نفره سبک‌وزن                | Park Hyun-su · کرهٔ جنوبی | Jaruwat Saensuk · تایلند | Shakhboz Kholmurzaev · ازبکستان                                                                                     |
| دونفره سبک‌وزن                | هنگ کنگ · Leung Chun Shek · Tang Chiu Mang | ازبکستان · Takhir Rakhmatov · Shakhzod Nasridinov | چین · Li Jiahao · Xiang Jingang                                                                                     |
| چهارنفره سبک‌وزن              | چین · Zheng Mao · Wang Jie · Zhang Zhiyuan · Ma Yule                                                                                              | هنگ کنگ · Leung Chun Shek · Kenneth Liu · Tang Chiu Mang · Chiu Hin Chun                                                                                               | تایلند · Phiphat Phiyasaksantikun · Sakon Somwang · Methasit Phromphoem · Somporn Mueangkhot                        |
| چهارنفره سبک‌وزن (با سکان‌دار) | چین · Zhang Jilin · Fan Mingrui · Dong Jie · Zhu Guiying                                                                                          | هنگ کنگ · Chan Tik Lun · Chau Yee Ping · James Wong · Yuen Yun Lam | هند · Sai Raju Duddu · Nikhil Goliyan · Akshat Tanwar · Lucky                                                       |

### زنان
| رویداد                       | طلا                                                                     | نقره                                                                                  | برنز                                                                                     |
| تک‌نفره سنگین‌وزن              | Liu Ruiqi · چین                                                         | Alexandra Opachanova · قزاقستان                                                       | Kim Ye-ji · کرهٔ جنوبی                                                                    |
| دونفره سنگین‌وزن              | ایران · مهسا جاور · پریسا احمدی                                         | کره جنوبی · Kim Seul-gi · Kim Bo-mi                                                   | تایلند · Rojjana Raklao · Phuttharaksa Neegree                                           |
| چهارنفره سنگین‌وزن            | ایران · نازنین رحمانی · مهسا جاور · پریسا احمدی · مریم امیدی پارسا      | قزاقستان · Alina Mochula · Alexandra Opachanova · Svetlana Germanovich · Mariya Poida | تایلند · Tippaporn Pitukpaothai · Matinee Raruen · Rojjana Raklao · Phuttharaksa Neegree |
| دونفره (با سکان‌دار)          | چین · Sun Hongjing · Lu Shiyu                                           | کره جنوبی · Jeon Seo-yeong · Kim Seo-hee                                              | اندونزی · Julianti · Yayah Rokayah                                                       |
| چهارنفره (با سکان‌دار)        | اندونزی · Wa Ode Fitri Rahmanjani · Yuniarti · Julianti · Yayah Rokayah | چین · Chen Jiamin · Ye Yini · Lin Meixuan · Wang Mingzhu                              | ویتنام · Triệu Thị Huệ · Triệu Thị Nhung · Lê Thị Hiền · Trần Thị An                     |
| تک‌نفره سبک‌وزن                | نازنین ملایی · ایران                                                    | Lee Ka Man · هنگ کنگ                                                                  | Choi Yu-ri · کرهٔ جنوبی                                                                   |
| دونفره سبک‌وزن                | ایران · نازنین رحمانی · مریم امیدی پارسا                                | کره جنوبی · Park In-soo · Jeong Hye-ri                                                | تایوان · Lee Kuan-yi · Hsieh I-ching                                                     |
| چهارنفره سبک‌وزن              | ویتنام · Đinh Thị Hảo · Tạ Thanh Huyền · Nguyễn Thị Giang · Hồ Thị Lý   | چین · Zhong Qinglin · Zhang Weixiao · Zhang Weimiao · Xie Suzhen                      | اندونزی · Wahyuni · Endang Sri Hevina · Chelsea Corputty · Syiva Lisdiana                |
| چهارنفره سبک‌وزن (با سکان‌دار) | چین · Wu Qiang · Huang Mengru · Wang Linlin · Cheng Mengyin             | ایران · حمیرا برزگر · فرشته رومی · شکیبا وقوفی · مریم امیدی پارسا                     | تایلند · Thilada Pitakpaothai · Krittiya Harirak · Patchareeya Jardsakul · Areerat Uaree |

## جدول مدال‌ها
| رتبه            | کشور            | طلا | نقره | برنز | مجموع |
| --------------- | --------------- | --- | ---- | ---- | ----- |
| ۱               | چین             | ۶   | ۲    | ۲    | ۱۰    |
| ۲               | ایران           | ۵   | ۲    | ۱    | ۸     |
| ۳               | کرهٔ جنوبی       | ۲   | ۴    | ۳    | ۹     |
| ۴               | اندونزی         | ۲   | ۱    | ۲    | ۵     |
| ۵               | هنگ کنگ         | ۱   | ۴    | ۰    | ۵     |
| ۶               | ازبکستان        | ۱   | ۲    | ۱    | ۴     |
| ۷               | قزاقستان        | ۱   | ۲    | ۰    | ۳     |
| ۸               | ویتنام          | ۱   | ۰    | ۱    | ۲     |
| ۹               | تایلند          | ۰   | ۱    | ۶    | ۷     |
| ۱۰              | ژاپن            | ۰   | ۱    | ۱    | ۲     |
| ۱۱              | تایوان          | ۰   | ۰    | ۱    | ۱     |
| ۱۱              | هند             | ۰   | ۰    | ۱    | ۱     |
| مجموع (۱۲ کشور) | مجموع (۱۲ کشور) | ۱۹  | ۱۹   | ۱۹   | ۵۷    |